# Ronde van Langkawi 2005
De Ronde van Langkawi 2005 werd gehouden van 28 januari tot en met 6 februari in Maleisië. Het was de tiende editie van deze rittenkoers dwars door het Oost-Aziatische land. Aan deze ronde deden vier ProTour-teams mee: Discovery Channel Pro Cycling Team, Liberty Seguros, Domina Vacanze en Crédit Agricole.

## Startlijst
Colombia-Selle Italia
- 1.  Marlon Pérez
- 2.  Daniele Di Biase
- 3.  Raffaela Illiano
- 4.  José Rujano
- 5.  Leonardo Scarselli
- 6.  Russel Van Hout
- 7.  Trent Wilson

Crédit Agricole
- 11.  Julian Dean
- 12.  Eric Leblacher
- 13.  Christophe Le Mével
- 14.  Geoffroy Lequatre
- 15.  Saul Raisin
- 16.  Yannick Talabardon
- 17.  Nicolas Vogondy

Discovery Channel
- 21.  Michael Barry
- 22.  Fumiyuki Beppu
- 23.  Michael Creed
- 24.  Antonio Cruz
- 25.  Tom Danielson
- 26.  Pat McCarty
- 27.  Hayden Roulston

Domina Vacanze
- 31.  Ruggero Borghi
- 32.  Cristian Borfanti
- 33.  Sergio Ghisalberti
- 34.  Enrico Grigoli
- 35.  Maksim Iglinski
- 36.  Matej Jurco
- 37.  Luca Solari

Liberty Seguros
- 41.  Joseba Beloki
- 42.  René Andrle
- 43.  Dariusz Baranowski
- 44.  Koen de Kort
- 45.  Jesús Hernández
- 46.  Jörg Jaksche
- 47.  Nuno Ribeiro

Acqua e Sapone-Adria Mobil
- 51.  Claudio Astolfi
- 52.  Denis Bertolini
- 53.  Antonio Bucciero
- 54.  Alessandro D'Andrea
- 55.  Valeri Kobsarenko
- 56.  Giuseppe Palumbo
- 57.  Leonardo Moser

Action
- 61.  Bohdan Bondarjev
- 62.  Tomasz Brożyna
- 63.  Piotr Chmielewski
- 64.  Dennis Kraft
- 65.  Zbigniew Piątek
- 66.  Kazimierz Stafiej
- 67.  Adam Wadecki

Barloworld
- 71.  Stefano Cavallari
- 72.  Ryan Cox
- 73.  Rodney Green
- 74.  Tiaan Kannemeyer
- 75.  David Plaza
- 76.  Antonio Salomone (wielrenner)
- 77.  Paolo Longo Borghini

Panaria-Navigare
- 81.  Mirko Allegrini
- 82.  Fortunato Baliani
- 83.  Guillermo Bongiorno
- 84.  Graeme Brown
- 85.  Brett Lancaster
- 86.  Serhij Matvjejev
- 87.  Julio Alberto Pérez

Landbouwkrediet-Colnago
- 91.  Johan Verstrepen
- 92.  Geert Verheyen
- 93.  Steve Cummings
- 94.  Sven Renders
- 95.  Nico Sijmens
- 96.  James Vanlandschoot
- 97.  Jurgen Van De Walle

MrBookmaker.com-SportsTech
- 101.  Stefan van Dijk
- 102.  Frédéric Gabriel
- 103.  Jans Renders
- 104.  Camille Bouquet
- 105.  Ben Day
- 106.  Kurt Van De Wouwer
- 107.  Peter Wuyts

Navigators Insurance
- 111.  Hilton Clarke
- 112.  Vasili Davidenko
- 113.  César Grajales
- 114.  Oleg Grisjkin
- 115.  Jeff Louder
- 116.  Nathan O'Neill
- 117.  Mark Walters

Team Wiesenhof
- 121.  Ralf Grabsch
- 122.  Jens Heppner
- 123.  David Kopp
- 124.  Martin Müller
- 125.  Enrico Poitschke
- 126.  Steffen Radochla
- 127.  Lars Wackernagel

Proton
- 131.  Ali Ahmad-Fallanie
- 132.  Suhardi Hassan
- 133.  Wam Mohammed
- 134.  Ismail Mohd-Sazlee
- 135.  Lutfi Muhammad
- 136.  Jaafar Razif
- 137.  Mohdjasmin Ruslan

Team Bridgestone
- 141.  Shinichi Fukushima
- 142.  Koji Fukushima
- 143.  Takehiro Mizutani
- 144.  Takashi Miyazawa
- 145.  Miyataki Shimizu
- 146.  Yasutaka Tashiro
- 147.  Shinri Suzuki

Wismilak
- 151.  Tonton Susanto
- 152.  David McKenzie
- 153.  Philip Thuaux
- 154.  Samai Samai
- 155.  Chris Bradford
- 156.  Matnur Matnur
- 157.  Wibowo Adi

Team Great Britain
- 161.  Rob Hayles
- 162.  Christian House
- 163.  Chris Newton
- 164.  Paul Manning
- 165.  Dean Downing
- 166.  Yom White
- 167.  Julian Winn

Team Iran
- 171.  Hassan Maleki
- 172.  Ahad Kazemi
- 173.  Chader Mizbani
- 174.  Ali Reza
- 175.  Hossein Askari
- 176.  Seyedrzaei Khoumazi
- 177.  Medi Sohrabi

Team Ireland
- 181.  David McCann
- 182.  Paul Healion
- 183.  Stephen Gallagher
- 184.  Paidi O'Brien
- 185.  Roger Aiken
- 186.  Paul Griffin
- 187.  Sean Lacey

Team Malaysia
- 191.  Shahrulneeza Razzali
- 192.  Mohd-Mahazir Hamad
- 193.  Mohd-Yusof Abdul-Nasir
- 194.  Musairi Musa
- 195.  Nor-Effendy Rosli
- 196.  Mohd-Fuad Daud
- 197.  Mohd-Rizal Ramli

## Etappe-overzicht
| etappe | datum      | start               | finish              | afstand  | winnaar             | klassementsleider |
| ------ | ---------- | ------------------- | ------------------- | -------- | ------------------- | ----------------- |
| 1e     | 28 januari | Langkawi            | Langkawi            | 106,9 km | Graeme Brown        | Graeme Brown      |
| 2e     | 29 januari | Kangar              | Kepala Batas        | 171,6 km | Guillermo Bongiorno | Graeme Brown      |
| 3e     | 30 januari | Gerik               | Tanah Merah         | 172,5 km | Koji Fukushima      | Koji Fukushima    |
| 4e     | 31 januari | Bachok              | Bachok              | 20,3 km  | Nathan O'Neill      | Koji Fukushima    |
| 5e     | 1 februari | Kota Bahru          | Kuala Terengganu    | 163,9 km | Graeme Brown        | Koji Fukushima    |
| 6e     | 2 februari | Kuala Berang        | Cukai in Terengganu | 152 km   | Guillermo Bongiorno | Koji Fukushima    |
| 7e     | 3 februari | Maran               | Raub                | 167,7 km | Graeme Brown        | Koji Fukushima    |
| 8e     | 4 februari | Kuala Kubu Bahru    | Genting             | 97,9 km  | Ryan Cox            | Ryan Cox          |
| 9e     | 5 februari | Menara Kuala Lumpur | Putrajaya           | 164,8 km | Graeme Brown        | Ryan Cox          |
| 10e    | 6 februari | Kuala Lumpur        | Kuala Lumpur        | 65 km    | Graeme Brown        | Ryan Cox          |

## Eindklassementen
| Algemeen klassement |                     |                         |           |
| Plaats              | Naam                | Ploeg                   | Tijd      |
| Gele trui           | Ryan Cox            | Barloworld              | 20u18'18" |
| 2                   | José Rujano         | Colombia-Selle Italia   | + 18"     |
| 3                   | Tiaan Kannemeyer    | Barloworld              | + 01' 34" |
| 4                   | César Grajales      | Navigators Insurance    | + 02' 52" |
| 5                   | Tom Danielson       | Discovery Channel       | + 03' 01" |
| 6                   | Jurgen Van De Walle | Landbouwkrediet-Colnago | + 03' 44" |
| 7                   | Marlon Pérez        | Colombia-Selle Italia   | + 04' 07" |
| 8                   | Sergio Ghisalberti  | Domina Vacanze          | + 04' 08" |
| 9                   | Jesús Hernández     | Liberty Seguros         | + 04' 17" |
| 10                  | Giuseppe Palumbo    | Acqua & Sapone          | + 04' 46" |

| Puntenklassement |                     |                             |        |
| Plaats           | Naam                | Ploeg                       | Punten |
| Groene trui      | Graeme Brown        | Ceramica Panaria - Navigare | 129    |
| 2                | Oleg Grisjkin       | Navigators Insurance        | 87     |
| 3                | Guillermo Bongiorno | Ceramica Panaria - Navigare | 85     |

| Bergklassement |                |                    |        |
| Plaats         | Naam           | Ploeg              | Punten |
| Rode trui      | Ryan Cox       | Barloworld         | 37     |
| 2              | Koji Fukushima | Bridgestone Anchor | 37     |
| 3              | Kristian House | Team Great Britain | 33     |

| Ploegenklassement |                       |           |
| Plaats            | Ploeg                 | Tijd      |
|                   | Barloworld            | 91u03'23" |
| 2                 | Colombia-Selle Italia | + 02' 30" |
| 3                 | Crédit Agricole       | + 06' 27" |

| Beste Aziaat |                |                    |           |
| Plaats       | Naam           | Ploeg              | Tijd      |
| 1            | Koji Fukushima | Bridgestone Anchor | 30u24'35" |
| 2            | Tonton Susanto | Wismilak           | + 1"      |
| 3            | Ahad Kazemi    | Team Iran          | + 01' 57" |

1996 · 
1997 · 
1998 · 
1999 · 
2000 ·
2001 ·
2002 ·
2003 ·
2004 ·
2005 ·
2006 ·
2007 ·
2008 ·
2009 ·
2010 ·
2011 ·
2012 ·
2013 ·
2014 ·
2015 ·
2016 ·
2017 ·
2018 ·
2019 ·
2020 ·
2021 ·
2022 ·
2023 ·
2024 ·